# Johann Weichart Valvasor

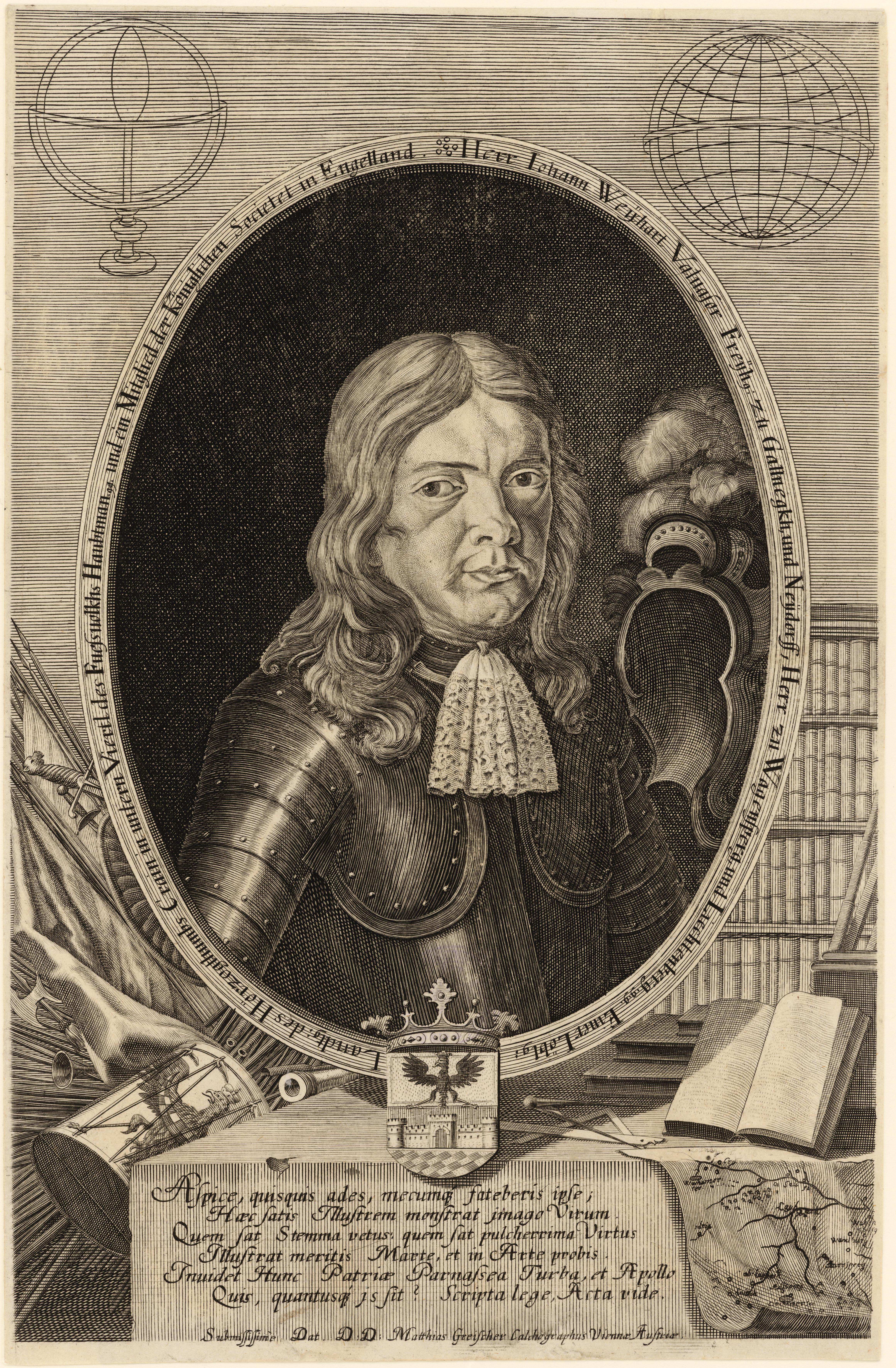
Johann Weichart Valvasor

Johann Weichart Freiherr von Valvasor, o semplicemente Johann Weichart Valvasor, anche Weichard (in sloveno Janez Vajkard Valvasor; Lubiana, maggio 1641 – Krško, settembre 1693), è stato uno scienziato e scrittore austriaco della Carniola, nell'odierna Slovenia. Nobile, studioso, ricercatore e membro della Royal Society di Londra.

## Biografia
Non sono note né la data né il luogo di nascita di Johann Weichart Valvasor, ma il suo battesimo è stato registrato presso la chiesa di San Nicola (Nikolauskirche) a Lubiana il 28 maggio 1641, come Joannes Weichard Valvasor, dodicesimo figlio di Bartholomäus Valvasor e di Anna Maria (Freiin von) Rauber. Da parte paterna discendeva da una nobile famiglia di origini lombarde trapiantatasi in Carniola, mentre la madre apparteneva a una casata aristocratica della regione.
Visse nel castello di famiglia Gallenegg presso Islack (Grad Medija presso Izlake) e anche in città a Lubiana al "Alter Markt" n. 4, oggi Stari trg. Suoi padrini furono il barone Konrad von Ruess Ruessenstein di Stermol e Regina Dorothea Rasp di Kreutberg.
Suo padre morì quando lui aveva dieci anni, mentre frequentava la scuola dei Gesuiti a Lubiana. Si diplomò nel 1658. Interruppe gli studi, preferendo viaggiare in tutta Europa e nord Africa per quattordici anni. Si arruolò nell'esercito durante la guerra austro-turca alla frontiera militare in Croazia.
Sposò Anna Rosina Grafenweger nel 1672 e acquistò il castello di Wagensperg bei Littai (Bogenšperk vicino Litija); investì le sue risorse finanziarie in un'officina di stampa e incisione, ove pubblicò le sue opere. A seguito di debiti, fu costretto a vendere sia il castello che la biblioteca e la sua collezione di stampe.
Fu il vescovo di Zagabria, nel 1690, ad acquistare la sua biblioteca e le 7.300 stampe e a trasferirle in Croazia, dove la raccolta diventò parte della Biblioteca del Palazzo Arcivescovile di Zagabria, ora parte degli archivi dello stato croato.
Valvasor fu un precursore nello studio dei fenomeni carsici. Un suo trattato sul lago di Circonio) gli valse l'ammissione, il 14 dicembre 1687, alla Royal Society di Londra, su proposta dell'astronomo e geofisico Edmond Halley con la seguente motivazione: “Prese parte alla campagna turca (1663-1664), viaggiò in Francia, Italia e Africa; collezionista di libri, stampe, monete e strumenti; fondatore di uno studio di stampa e di incisione su rame (1678), ha combattuto contro i turchi (1685)”.
La sua opera più importante resta la monumentale La Gloria del Ducato di Carniola (titolo originale: Die Ehre Deß Herzogthums Crain; Slava vojvodine Kranjske nella traduzione in lingua slovena), pubblicato nel 1689 in 15 tomi, per un totale di 3 532 pagine, 528 illustrazioni e 24 appendici, che tutt'oggi è una preziosa fonte di informazioni sulla vita e sulla storia della Carniola e delle regioni circostanti, elevando l'autore a uno dei precursori della moderna storiografia slovena e probabilmente la principale fonte per la storia di questi territori fino a quell'epoca.
Valvasor morì nel settembre 1693 a Krško (Gurkfeld) e fu sepolto nella tomba di famiglia nel castello di Gallenegg/Medija presso Izlake, per quanto non restino più tracce della sepoltura dopo la distruzione del complesso avvenuta nel corso della seconda guerra mondiale.

## Opere
- Dominicae passionis icones, 1679, reprint 1970
- Topographia arcium Lambergianarum id est arces, castella et dominia in Carniolia habita possident comites a Lamberg; Bagenspergi (Bogenšperg), 1679, reprint 1995
- Topographia Archiducatus Carinthiae modernae: das ist Controfee aller Stätt, Märckht, Clöster, undt Schlösser, wie sie anietzo stehen in dem Ertzhertzogthumb Khärnten; Wagensperg in Crain (Bogenšperg), 1681; Nürnberg, 1688
- Carniolia, Karstia, Histria et Windorum Marchia, Labaci (Ljubljana) 1681
- Theatrum mortis humanae tripartitum: figuris aeneis illustratum : das ist: Schau-Bühne des menschlichen Todts in drey Theil : mit schönen Kupffer-Stichen geziehrt vnd an Tag gegeben; Laybach, Saltzburg (Ljubljana, Salzburg); 1682
- Topographia Archiducatus Carinthiae antiquae & modernae completa: Das ist Vollkommene und gründliche Land - Beschreibung des berühmten Erz - Herzogthums Kärndten; Nürnberg 1688,
- Opus insignium armorumque ... ;(1687-1688)
- La gloria del Ducato di Carniola (Die Ehre des Hertzogthums Crain: das ist, Wahre, gründliche, und recht eigendliche Belegen- und Beschaffenheit dieses Römisch-Keyserlichen herrlichen Erblandes), Laybach (Ljubljana) 1689